# Viajero (Genshin Impact)
El viajero es el personaje principal del videojuego Genshin Impact, desarrollado por miHoYo. Se divide en dos hermanos, el protagonista masculino es Éter y la protagonista femenina es Lumina. La voz en chino de Éter es proporcionada por Lu Yin, en japonés por Shun Horie, en inglés por Zach Aguilar, y en coreano por Lee Kyung-tae. La voz en chino de Lumina es interpretada por Yan Ning, en japonés por Aoi Yūki, en coreano por Lee Sae-ah, y en inglés por Sarah Miller-Crews.

## Creación y diseño
El viajero hizo su primera aparición en el tráiler de la beta de Genshin Impact lanzado por miHoYo en junio de 2019, y luego hizo su debut oficial en septiembre de 2020. Como el personaje inicial del juego, los jugadores pueden obtener una de las dos versiones del viajero al comenzar el juego. Los nombres en español del viajero, Éter para el masculino y Lumina para el femenino, provienen de «luminiferous aether», que significa éter luminífero. «Luminiferous» significa «luminoso» en chino, mientras que «aether» significa «firmamento».

### Cortometraje
En el cortometraje animado de miHoYo, Genshin Impact: The Road Not Taken, se utilizó una canción en inglés con el mismo nombre como música de fondo. Esta canción fue compuesta por el compositor de Hoyo-MiX, Che Ziyu, con letra del equipo de producción de Genshin Impact e interpretada por la cantante japonesa Aimer. El 21 de mayo de 2024, miHoYo lanzó el tráiler del cortometraje y la canción en varias plataformas de redes sociales dentro y fuera de China. El 24 de mayo, miHoYo publicó oficialmente la música y el cortometraje en todas las plataformas de redes sociales, y la canción también se lanzó simultáneamente en las principales plataformas de música. La canción también está incluida en el EP de la banda sonora del juego titulado The Road Not Taken. Este cortometraje y la canción reflejan el viaje de los gemelos, y su conexión durante su separación, aumentando la resonancia emocional del cortometraje. Además, el mismo muestra a los viajeros juntos con Paimon en el mismo país. Algunos medios han notado que el título de la canción en inglés es el mismo que el del famoso poema del poeta estadounidense Robert Frost, lo que podría reflejar las elecciones y diferencias en el camino de los gemelos.
El lanzamiento del cortometraje animado y la música de The Road Not Taken ha provocado una fuerte reacción entre los jugadores de Genshin Impact, especialmente en lo que respecta a la atención y discusión sobre los gemelos. También ha generado más discusiones y especulaciones entre los jugadores sobre el proyecto de animación del videojuego con el estudio japonés Ufotable.

## Historia
En el juego, los hermanos no provienen del continente Teyvat en el que se encuentran, sino que han viajado por varios mundos. Cuando estaban a punto de dejar Teyvat, fueron detenidos por una deidad desconocida, y los hermanos fueron forzados a separarse. El juego permite a los jugadores elegir a uno de los dos hermanos como el personaje que controlarán. Dependiendo de la elección del jugador, el rol de los hermanos en la trama del juego será diferente. El personaje elegido por el jugador (en adelante, «el viajero») será sellado por la deidad y caerá en un sueño de quinientos años, mientras que el otro hermano (en adelante, «el hermano») será llevado por ella. El viajero despierta y vaga por el continente de Teyvat. Mientras pesca, rescata a Paimon, un personaje no jugable que había caído al agua. Luego, bajo la guía de Paimon, el viajero comienza a explorar Teyvat en busca de su hermano, quien despierta antes y se une a la organización antagonista del juego, la «Orden del Abismo», para luchar contra la deidad, convirtiéndose en un personaje no jugable antagonista conocido como «su alteza» por los «magos del abismo». Los hermanos se reencuentran brevemente en Liyue dentro del juego y acuerdan encontrarse al final de su viaje, para luego separarse nuevamente. El viajero entonces emprende un viaje por los siete países del juego, con la intención de descubrir la verdad detrás de todo y reunirse con su hermano al final.
Para los jugadores, el personaje que eligieron previamente en la trama del juego es el protagonista del juego y también el primer personaje jugable. Usa una espada de una mano como arma. El viajero comparte muchas características de juego con otros personajes jugables, pero también tiene algunas particularidades como protagonista. Por ejemplo, no tiene una «visión», su constelación no se obtiene a través del sistema de gacha del juego, los jugadores pueden decidir el nombre y la fecha de nacimiento del personaje, y el personaje puede usar múltiples elementos.

## Recepción
Como protagonista del juego, el viajero ha captado la atención de muchos jugadores. Sin embargo, algunos han especulado, basándose en ciertos detalles del juego, que en comparación con su hermano Éter, Lumina podría ser la verdadera protagonista del juego. Dado que al principio del juego muchos jugadores masculinos eligieron a la chica como protagonista, la llamaron en broma «Yé».
 Muchos fanáticos han creado diversas imágenes de Lumina con diferentes disfraces, como vestida como su hermano o como NPC. Después del lanzamiento de Sumeru en el juego, algunos fanáticos diseñaron varios conceptos de Lumina con estilo de Sumeru, vistiéndola como muchos personajes de Sumeru. En una encuesta realizada por la revista japonesa Famitsu al inicio del lanzamiento del juego, Lumina se ubicó en el quinto lugar entre los personajes más populares, con jugadores comentando que su animación de estiramiento en modo de espera era muy linda. Kotobukiya lanzó figuras de acción de los gemelos, lanzadas oficialmente en septiembre de 2023.

En términos de jugabilidad, el sitio web Screen Rant considera que el viajero, como protagonista, tiene buenos atributos básicos. Además, debido a que puede usar múltiples elementos, es más ágil y flexible que otros personajes. Tiene un mayor potencial de desarrollo en el futuro y es el mejor entre los personajes gratuitos del juego, lo que lo hace adecuado para que los jugadores principiantes se familiaricen con las operaciones y técnicas del juego.